# Married Men
«Married Men» es una canción interpretada por la cantante británica Bonnie Tyler. Fue publicada el 18 de mayo de 1979 como el tema musical de la película británica The World Is Full of Married Men.

## Lanzamiento

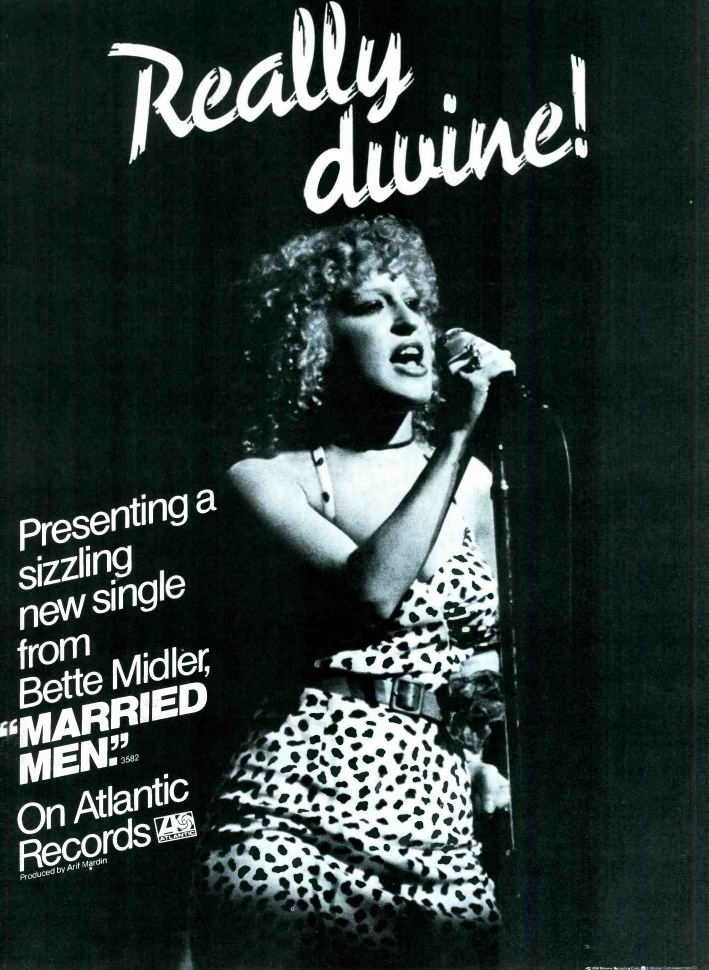
Anuncio comercial de Atlantic para la versión de Bette Midler, junio de 1979.

Aunque «Married Men» fue originalmente interpretada por Tyler, Atlantic Records ya había lanzado la versión de Midler en mayo de 1979 en los Estados Unidos, en formatos de siete y doce pulgadas, por lo que RCA Victor lanzó rápidamente la grabación de la canción de Tyler el 18 de mayo, también en ambos formatos. Un representante de RCA dijo que el sencillo de Tyler se difundiría no sólo en estaciones de radio disco y R&B, sino también en estaciones de radio country, “debido a la popularidad de Bonnie en ese campo”.

## Recepción de la crítica
Un escritor no especificado de la revista Cashbox describió «Married Men» como “un número disco que se filtra con arreglos elegantes, la voz de Tyler se mezcla muy por encima del eco del sintetizador y las palmas que saltan de los instrumentos”.

## Posicionamiento
| Gráfica (1979)                 | Pico de posición |
| ------------------------------ | ---------------- |
| Australia (Kent Music Report)  | 84               |
| Reino Unido (UK Singles Chart) | 35               |

## Versión de Bette Midler
La cantante estadounidense Bette Midler publicó su versión de «Married Men» el 22 de junio de 1979 como el sencillo principal de su álbum de estudio Thighs and Whispers.

### Recepción de la crítica
Un escritor no especificado de la revista Billboard comentó: “Este pulida canción disco tiene algunas letras contemporáneas muy adultas que Bette aprovecha a fondo. Esta cantante enérgica está respaldada por cantantes de fondo complementarios y una instrumentación amplia y ajustada”.

### Posicionamiento
| Gráfica (1979)                              | Pico de posición |
| ------------------------------------------- | ---------------- |
| Australia (Kent Music Report)               | 37               |
| Canadá (RPM Top Singles)                    | 81               |
| Estados Unidos (Billboard Hot 100)          | 40               |
| Estados Unidos (Billboard Dance Club Songs) | 32               |